# Stjärnurmakarna

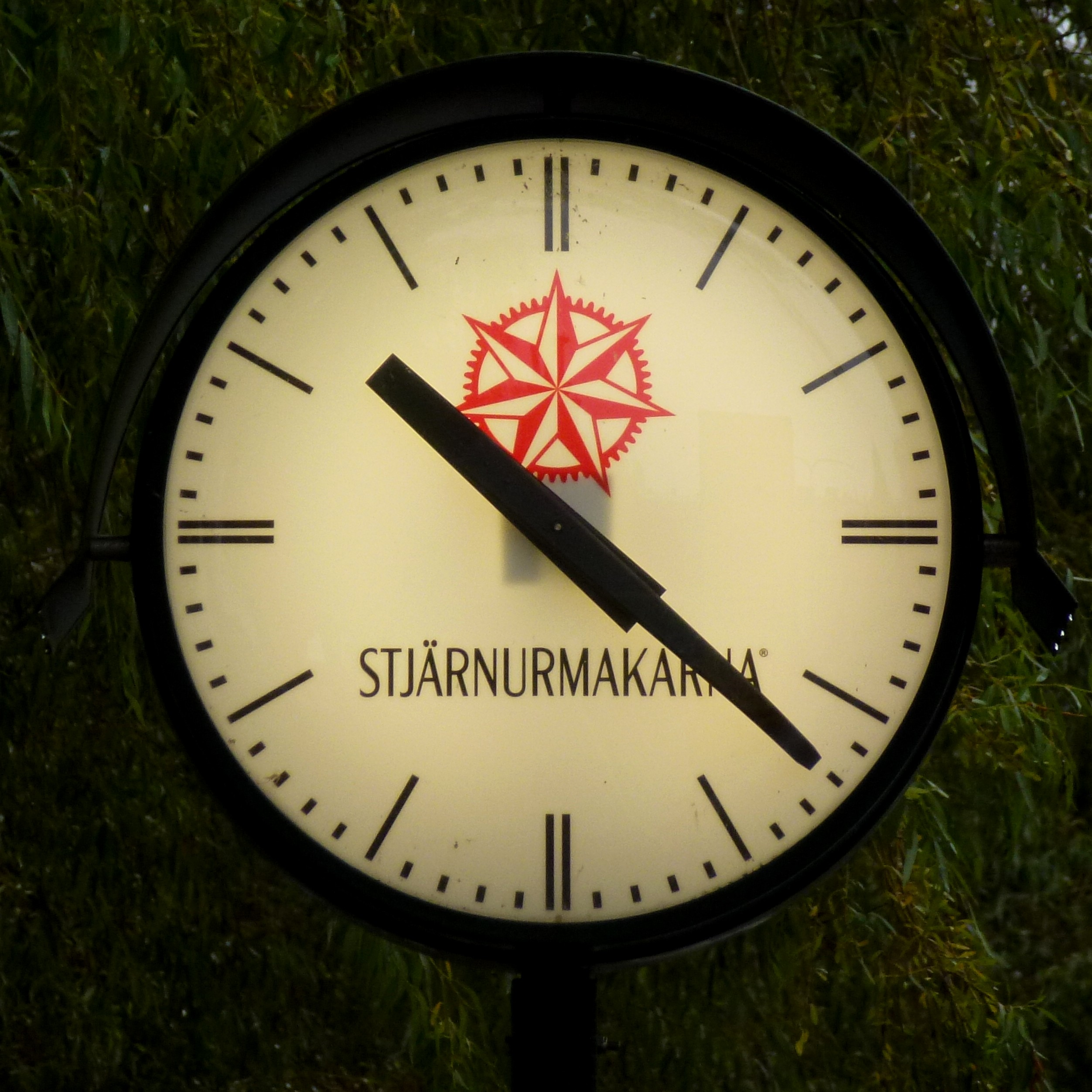

Stjärnurmakarna en rikstäckande butikskedja som säljer klockor och smycken samt bedriver urmakeriverksamhet. Kedjan består idag av cirka 40 fristående försäljningsställen, från norr till söder, som genom ett kedjeavtal har rätt att marknadsföra sig under namnet Stjärnurmakarna. Stjärnurmakarna jobbar med några av världens mest kända varumärken när det gäller klockor och smycken.

## Historia
Aktiebolaget Stjärnurmakarna har sina rötter i Sveriges Urmakares Garantisällskap (1892). Initiativet till garantisällskapet togs av Sveriges Urmakareförbund (SUF). Även Stjärnurmakarnas logotyp har sitt ursprung i SUF:s verksamheter.
SUF i Borensberg lade 1913 fram ett förslag till en medlemsskylt för alla anslutna butiker. Detta blev en hörnsten i Stjärnurmakarnas historia. 1925 började utvecklingen ta fart, då förbundet beslöt att bilda ett garantisällskap - en föregångare till Sveriges Urmakares Garantisällskap, som sedan blev Stjärnurmakarna AB. 
Vid årsmötet 1933 presenterade SUF:s styrelse ett förslag till rikstäckande information om urmakaryrket. Genom ett speciellt märke – Stjärnmärket – och olika typer av skyltmaterial, som medlemmarna kunde hyra eller köpa, började informationsaktiviteterna ta form. I första hand koncentrerade man sig på utställningar, men så småningom började behovet av central marknadsföring av urfackhandeln i större skala bli uppenbart. 
År 1936 beslutade förbundet att sammanföra informationsverksamheten med garantisällskapet. Varje medlem fick skriva under ett kontrakt som innebar att Sveriges Urmakareförbund förbehöll sig full äganderätt till allt material som var försett med Stjärnmärket. Det bestämdes att avgiften för nyttjanderätten av Stjärnmärket skulle täcka 50 procent av reparationskostnaden för utförda garantiarbeten och kostnaden för reklam för Stjärnmärket. 
År 1941 togs ytterligare ett steg: medlemskapet i Garantisällskapet (SUG) skulle därefter vara obligatoriskt för samtliga medlemmar.
Aktiviteterna växte i kapp med tiden. Man producerade film, tog fram annonsklichéer och tryckte broschyrer. Annonsklichéerna var avsedda för annonsering i lokaltidningarna. Filmerna för att markera Stjärnurmakarens roll inom urhandeln, broschyrerna för att sprida information om Stjärnurmakarnas satsningar.
1944 infördes en allriskförsäkring. Stjärnurmakarnas Allriskförsäkring är idag ett samarbete med Europeiska ERV och Stjärnurmakarnas dotterbolag Eurostar Retail Support AB. Kända personer anlitades för marknadsföringen, bland annat tecknarna Robert Högfeldt och Rit-Ola och Stjärnurmakarbegreppet spreds snabbt över hela landet.
Stjärnurmakarna fick sin nuvarande form 1985, då Stjärnurmakarna AB bildades. Nya klocktyper och ett minskat reparationsbehov förändrade successivt urmakarnas roll under 1970- och 1980-talen. Samtidigt skärpte nya distributionskanaler avsevärt konkurrensen. En av Stjärnurmakarna AB:s första uppgifter var därför att skapa sig en skarp profil, förhandlingsstyrka gentemot leverantörer och gemensam marknadsföring.